# Зверь из космоса
Зверь из космоса (итал. La bestia nello spazio) — итальянский научно-фантастический эротический фильм 1980-х годов, снятый Альфонсо Брешия.

## Сюжет
Космический капитан Ларри Мэдисон отправляется на далекую планету Лоригон в поисках анталия, таинственного и очень ценного материала. Прибыв на планету после авантюрного путешествия, Ларри и его команда вскоре обнаруживают, что Анталиум необходим для поддержания работы мегакомпьютера, который контролирует всех, кто живёт на планете: приоритетом в этот момент становится возможность вернуться на Землю в целости и сохранности как можно скорее.

## Дистрибуция
Фильм был перевыпущен в 1982 году, с добавлением откровенно порнографических сцен, сыгранных Мариной Лотар, под названием «Порно-зверь из космоса».

## Отсылки на другие фильмы
В фильме отсылка к «зверю» из названия (выбранному, чтобы оседлать волну успеха фильма «Зверь» Валериана Боровчика 1975 года, которого также играет Сирпа Лейн) объясняется эротической встречей на планете Лоригон, между астронавтом, которого играет Лейн, и чудовищным инопланетным существом, наделенным, как «зверь» в фильме Боровчика, огромным мужественным членом и ненасытным сексуальным аппетитом.